# جيل كوك
جيل كوك (بالإنجليزية: Jill Cook)‏ هي أمينة متحف بريطانية، ولدت في 1954.